# 546515 Almasy
546515 Almasy este o planetă minoră (asteroid) din centura de asteroizi. A fost descoperită pe 31 octombrie 2010 la Piszkéstetői Obszervatórium⁠(d) de  și a fost numită după Pál Almásy. 
Obiectul prezintă o orbită caracterizată de o semiaxă mare de 3,1763068223961 UAi, o excentricitate de 0,13323534718742, o înclinație de 17,212466633058 ° în raport cu ecliptica.